# VISEO+

Logo von VISEO+

VISEO+ war ein Fernsehprogrammangebot von RTL Group und Eutelsat, das in Stuttgart seit 15. Oktober 2009 und im Ballungsraum Leipzig-Halle ab Dezember 2009 über DVB-T empfangen werden konnte. Das Angebot wurde zum 31. Dezember 2014 eingestellt.
Für den Empfang wurden spezielle DVB-T-Receiver benötigt, die MPEG-4 sowie das Verschlüsselungssystem Conax unterstützten. In der Vergangenheit waren zwei Receivermodelle von Topfield (TF7700 HTCO) und Zenega (GER-300 T) in der Region Stuttgart im Einzelhandel erhältlich. Mit 99 Euro (UVP) waren diese Geräte deutlich teurer als normale DVB-T-Receiver. Bis Ende Juni 2010 soll Zenega 2000 Geräte an den Einzelhandel abgesetzt haben. Topfield bewege sich in einem ähnlichen Bereich. Über die Absatzmenge an Endkunden und die Abonnentenzahlen sind keine Angaben bekannt. Beide Receivermodell sind derzeit „ausverkauft“ und werden aufgrund der geringen Nachfrage auch nicht nachproduziert.

## Programme
- Grundverschlüsselt: RTL, VOX, RTL II, Super RTL
- Pay-TV: RTL Crime und Passion

Bei den grundverschlüsselten Programmen handelte es sich um werbefinanziertes Privatfernsehen der RTL-Gruppe, wie es andernorts in einem gemeinsamen MPEG-2-Multiplex ausgestrahlt wird. VISEO+ sendete alle Programme in MPEG-4. Dadurch wurden höhere Kompressionsraten erzielt, die die zusätzliche Ausstrahlung der beiden Bezahlsender über dasselbe Multiplexsignal ermöglichten. Sie konnten im ersten Jahr kostenlos empfangen werden (davon sechs Monate ohne Registrierung). Danach waren über diesen Multiplex nur noch die grundverschlüsselten Programme kostenlos. Diese waren somit zwar frei (im Sinne von kostenlos), aber nicht unabhängig von einem proprietären Verschlüsselungsverfahren nutzbar. Die angebotenen Geräte waren allerdings abwärtskompatibel zu unverschlüsselten Multiplexen der öffentlich-rechtlichen Sender.
Zunächst verkündete die RTL-Gruppe am 16. Januar 2013, sich spätestens Ende 2014 komplett aus der DVB-T-Verbreitung zurückziehen zu wollen. Anfang 2014 kündigte die RTL-Gruppe dann an, an der DVB-T-Verbreitung weiter festzuhalten und ab 2016 in DVB-T2 senden zu wollen. Die Plattform VISEO+ wurde aber dennoch Ende 2014 abgeschaltet.

## Sendestationen
- Stuttgarter Fernmeldeturm Kanal 45
- Funkturm Halle und DVB-T-Sendeturm Leipzig Kanal 28

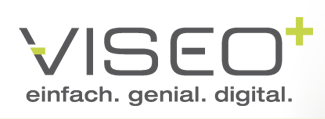
Logo mit Claim (2009–2014)

## Weblink
- http://www.viseo.tv